# Best Friend (西野加奈單曲)
《Best Friend》是日本的女歌手西野加奈的第9張單曲，在2010年2月24日由SME Records Inc.發售。

## 概要
- 「Best Friend」是NTT DoCoMo「ガンバレ受験生'09-'10」競選歌曲和日本電視台「音楽戦士 MUSIC FIGHTER」2010年2月份片頭曲。
- 「Best Friend」是一首以友人為題材的曲子，以及西野加奈與私下的好友的相處關係作為題材。
- 此單曲有2個版本，分別有「初回限定盤」和「通常盤」。
- 在3月8日於公信榜單曲週排行榜取得第3位，成為西野加奈出道以來第1張公信榜每周銷量排名3名以內的單曲。
- 在2月23日、3月2日、3月9日於RIAJ付費音樂下載榜週排行榜取得第1位，繼「Dear...」後第3張RIAJ付費音樂下載榜每周銷量排名第一的單曲。
- 此外，A面曲「Best Friend」於RIAJ數位單曲，手機片段下載和全曲下載拿下百萬（100萬）和三白金（75萬）銷量，而B面曲「ONE WAY LOVE」於全曲下載拿下金（10萬）銷量
- 在2010年年末在第61回NHK紅白歌合戰演唱其歌曲。

## 收錄內容
1. Best Friend
（作詞：Kana Nishino / 作曲・編曲：GIORGIO CANCEMI）
2. ONE WAY LOVE
（作詞：Kana Nishino / 作曲・編曲：HIRO(Digz,inc)）
3. 今夜 PARTY UP（今夜はPARTY UP）
（作詞：Kana Nishino・DJ Mass （VIVID Neon*）・HIRO;N、作曲：DJ Mass (VIVID Neon*) ・The Intelligents・HIRO;N、編曲：VIVID Neon*・The Intelligents）